# Die Kirschen der Freiheit
Die Kirschen der Freiheit. Ein Bericht ist eine 1952 veröffentlichte autobiografische Erzählung von Alfred Andersch, die die Jahre 1919 bis zu seiner Fahnenflucht am 6. Juni 1944 umfasst.

## Inhalt
Der Bericht, abgefasst zwischen Januar 1951 und Juni 1952, steht unter dem Motto „Ich baue nur noch auf die Deserteure“ aus dem Tagebucheintrag von André Gide vom 11. Mai 1941 und umfasst drei Teile.

### „Der unsichtbare Kurs“
Der Ich-Erzähler  beginnt mit einer Erinnerung an das Ende der Münchner Räterepublik, als er als 5-Jähriger vom Fenster der elterlichen Wohnung aus Kolonnen verhafteten „Gesindels“ – so sein Vater – zum Münchner Oberwiesenfeld ziehen sieht. Dort wurden alle, wie er sich mit 14 oder 15 Jahren vergegenwärtigt, an der Garagenwand des Unternehmens „Kraftverkehr Bayern“ erschossen. Es bewegt ihn die Frage, wie jemandem zumute ist, der einen anderen erschießt, und warum er ihn nicht auf dem Weg zum Erschossenwerden zur schnellen Flucht in einen Hauseingang auffordert. Das sind aber Gedanken, die ihn in seiner ansonsten wie ein Uhrwerk ablaufenden Kindheit und frühen Jugend wenig beschäftigen. In der Erinnerung verschwimmen Vorortmietshäuser, Kasernen und das in der Untertertia (Klasse 8) wegen schlechter Leistungen in Griechisch abgebrochene Gymnasium in einem Gefühl von Langeweile. Die Konfirmation wird für ihn zu einer rein mechanischen Handlung, die an ihm vollzogen wird. Darauf führt er zurück, dass er später die lutherische Kirche verlässt und sich keiner anderen Glaubensgemeinschaft mehr anschließt. Seinen Vater erlebt er als einen im Krieg und von der Räterepublik Geschlagenen, der sich am wohlsten in seiner Rolle als Hauptmann fühlen würde und die Familie in Schulden geraten lässt. Glühender Anhänger Hitlers und Ludendorffs und am Hitlerputsch beteiligt, vernachlässigt er seinen Kaufmannsberuf. Nachdem eine Kriegsverletzung aufbricht und zunächst ein Bein amputiert werden muss, erlebt der Erzähler das sich über zwei Jahre hinziehende Sterben seines Vaters. 
Über die Lektüre von Werken Lenins, Upton Sinclairs und der KPD-Zeitung Die Rote Fahne gerät er in den Bann revolutionären Denkens und des Widerstandes gegen den Nationalsozialismus. Als er Jugendfunktionär und Organisationsleiter in der KPD geworden ist, bemerkt er zunehmend, wie sich seine Begeisterung in den Arbeiterwirtschaften und Zellenlokalen der Partei auflöst. Die Partei scheint ihm in Bürokratie zu erstarren, Willensfreiheit zu unterbinden und lähmt so auch ihn, der „spontan, frei, lebendig und revolutionär“ (S. 38) sein und gegen die SA losschlagen will. Tatenlos, ungetarnt und ohne Deckadresse wird er 1933 schnell Opfer von Verfolgung durch die Nationalsozialisten und für drei Monate bis Mai im KZ Dachau interniert, wo er die ersten Schüsse von Erschießungen hört, die die SS-Männer mit dem Satz „Auf der Flucht erschossen“ kommentieren (S. 43). In Zusammenhang mit dem Ausheben einer kommunistischen Druckerei wird er im September 1933 erneut verhaftet. Der verhörende Beamte glaubt aber seinem Alibi, so dass er das Münchner Polizeipräsidium gegen Abend wieder verlassen kann. Er weiß, dass er nicht mehr für die Partei arbeiten wird.
Die berufliche Tätigkeit des Erzählers besteht aus Tätigkeiten auf kleineren Angestellten-Posten in Büros der Buchhandelsbranche. Er hasst sie und fühlt sich beeinträchtigt von einer versteckten Verfolgungsneurose und tiefer Depression. Seinen Ausweg sieht er in der Kunst oder in Radausflügen, die ihn schon als Jugendlichen vor der Langeweile retteten. Als dem Erzähler der Brigadeführer Theodor Eicke androht, er werde ihn bei einer erneuten Internierung in Dachau erschießen, reagiert der Erzähler „mit der totalen Introversion“ (S. 46). Er liebt Rainer Maria Rilkes Gedichte aus dem Buch der Bilder, schreibt selbst Lyrik und macht die Bekanntschaft von Dr. Herzfeld, der seine Gedichte und sein Kunstverständnis einer harten Kritik unterzieht und den Erzähler ermahnt, zunächst einmal mehr und vielfältiger zu lesen. Kunst sei nicht bloß Ästhetik, sondern stehe für einen Zustand von Gespanntheit, der Stimmungen erzeuge (S. 49). 
1938 arbeitet er in Hamburg in einer Fabrik für fotografische Papiere und entwirft Anzeigen. Im technischen Direktor, der das wissenschaftliche Labor leitet, findet er für kurze Zeit einen Gesprächspartner. Der Mann stirbt an einem Herzschlag, als er erfährt, dass er als „Halbjude“ die Fabrik verlassen muss.

### „Die Fahnenflucht“
Am 6. Juni 1944 findet für den Erzähler „mein ganz kleiner privater 20. Juli“ statt (S. 74). Es will ihm scheinen, als sei sein Leben auf den Punkt zugelaufen, „auf den es seinen für mich unsichtbaren Kurs gehalten hatte“ (S. 59), nämlich seine Einheit, die für Italien zum Einsatz gegen die von Rom anrückenden Amerikaner aufgestellt wurde, im Süden Umbriens in der Nähe des Arno zu verlassen. Er fühlt sich durch seine Kameraden zu nichts verpflichtet. Kameradschaft binde ihn nicht, er fürchte sie vielmehr, weil sie ihn um sein Alleinsein bringt. So stellt er fest, dass die Kameraden sein anarchistisches Gefühl verstärken, was ihm den Abschied leicht werden lässt. Er hält sie für „Gebannte – nicht durch Eid Verpflichtete“ (S. 101). Auch sei der zu bekämpfende Gegner nicht seiner, sondern ihrer. Er selbst habe 1940 innerlich beim Leisten des Eides gelacht, obwohl er da noch an einen deutschen Sieg unter Hitler geglaubt habe: „Ich gab damals der Kanalratte eine Chance“ (S. 90). In der Desertion sieht er die angemessene Antwort auf den Zwang der Wehrpflicht und den befohlenen Eid. 
Auslöser seiner Fahnenflucht sei jedoch nicht minder die Angst, sterben zu müssen im Kampf gegen einen Gegner, der nicht seiner, sondern der der Kameraden ist. Dass die Desertion selbst ein Akt des Mutes sei, der ihn in anderer Weise bedroht, sei für ihn nebensächlich. Es gehe ihm darum, kein „lebender Leichnam“ zu sein und das Geflecht von Mut, Angst, Vernunft und Leidenschaft auszuhalten und in der „Stimmung als Atemluft unseres Geistes“ (S. 84 ff.) für sich und nur für sich eine richtige Entscheidung zu treffen. Eine Stütze sucht er in einem Gott, den er bittet, ihn zu sich in die Wildnis entkommen zu lassen (S. 114).

### „Die Wildnis“
Wegen einer angeblichen Panne seines Militärfahrrades bleibt der Erzähler hinter der Truppe zurück und beschreibt im sehr kurzen Schlusskapitel die Erregung des 6. Juni 1944. Er schlägt  sich seitwärts in die Felder und begegnet einem jungen italienischen Bauern, der ihm die Möglichkeit skizziert, wie er sich den Amerikanern von der Flanke her nähern könne, um sich in deren Gefangenschaft zu begeben. Er schenkt ihm sein Fahrrad, wirft unterwegs seinen Karabiner in ein Getreidefeld und findet einen wilden Kirschbaum. Er pflückt und isst die „ciliege diserte, die verlassenen Kirschen, die Deserteurs-Kirschen, die wilden Kirschen meiner Freiheit“, muss aber am nächsten Tag vom Lager aus mit anderen Gefangenen die seit Tagen herumliegenden Leichen der Bombenabwürfe und Kämpfe in der Umgebung einsammeln und auf dem Friedhof von Nettuno in Gruben werfen.

## Erzählerische Mittel
Die ersten beiden Teile zeigen in den Überschriften der Kapitel die beiden Schwerpunkte, um die es dem Autor geht. „Der unsichtbare Kurs“ untergliedert sich in „Der Park zu Schleißheim“, „Verschüttetes Bier“, „In der Tasche geballt“ und „Das Fährboot zu den Halligen“. Während vordergründig die Handlung voranschreitet, die sich der Erzähler in kurzem Berichtstil zusammenzufassen bemüht, indem er sich als Subjekt in der Grammatik des Satzes wegzulassen bemüht – die ersten Sätze lauten: „Weiß nicht mehr genau, in welche Jahreszeit die Münchner Räterepublik fiel. Ist ja leicht festzustellen. Frühjahr, glaub’ ich. War, glaub’ ich ...“ –, ertappt sich der Erzähler selbst immer wieder dabei, dass er das nicht durchhält. Denn es geht ihm auch immer um die Wiedergabe seiner Stimmungen und Reflexionen, wo er weiter ausholen muss. Sie sprengen die Absicht des puren Berichts. So umreißen die aufgezählten Überschriften des ersten Teils den unsichtbaren Kurs, als dessen Ziel der Erzähler im zweiten Teil die Fahnenflucht ausgibt. Der Park zu Schleißheim wird zu seinem Fluchtpunkt, wenn er es in der Enge der kleinbürgerlichen Familie mit dem leidenden Vater nicht mehr aushält. Das verschüttete Bier und die Bierflecke auf den Tischen in den Versammlungslokalen von Arbeitern und KPD-Funktionären werden zum Ausdruck trüben Wartens, damit etwas geschehe. In seinen Ausbruchsversuchen mit dem Fahrrad ins Voralpenland, die er immer allein unternimmt, ahnt er „die Möglichkeiten des Lebens, wusste, dass hinter dem Leben, das ich im Augenblick lebte, noch tausend andere Leben auf mich warteten“ (S. 32). In Hamburg flieht er,  mit den Augen dem Fährboot auf die Halligen folgend, aus der Zeit, als sein Gesprächspartner in der Fabrik gestorben ist.   
Im zweiten Teil – „Die Fahnenflucht“ – ist das Konzept des chronologischen Berichtens, an das sich der Erzähler zu halten versucht, aufgegeben. Der Bericht macht einen Sprung ins Jahr 1944, als dem Erzähler zu Pfingsten (!), eine Woche vor dem Datum seiner Desertion und der gleichzeitigen Landung der Alliierten in der Normandie am 6. Juni, das Ziel seines unsichtbaren Kurses deutlich wird, nämlich „endgültig allein [zu sein]. Allein und frei. Außer Gesetz und Befehl. Aufgenommen von der Nacht und der Wildnis der Freiheit“ (S. 60 f.). Von diesem Punkt her umkreist er im Wechsel zwischen Reflexion und Bericht die seit seinem Eintritt in die Wehrmacht 1940 enger werdenden Kreise um seinen Entschluss zur Fahnenflucht. Zu diesen Kreisen gehören Reflexionen über „Die Kameraden“, „Die Angst“ und „Der Eid“, so die Kapitelüberschriften. An zwei Stellen tritt der Erzähler ausdrücklicher aus seiner Erzählerrolle als Autor selbst heraus, wenn er von der Aufgabe „meines Buches“ spricht, nämlich „einen einzigen Augenblick der Freiheit zu beschreiben“ (S. 71, hier: S. 84). In einer Besprechung im Spiegel hieß es, dass eine „neuartige Mischung von autobiographischem Bericht, ätzender Zeitkritik und existentialistischer Freiheitsmeditation“ den Stil ausmache.
Der kurze dritte Teil möchte den „Nu der Freiheit“ umreißen, in dem die Härte des Bewusstseins „sich gegen das Schicksal wendet und neues Schicksal setzt“ (S. 126). Zur Hervorhebung dieses Freiheitsaugenblicks bedarf es erneut eines Bruches der Chronologie, wenn der Erzähler den Akt des Kirschenessens als Erfüllung des Augenblicks der Freiheit in die letzten Sätze verschiebt. Vorher jedoch unterstreicht er, wie kurz dieser Augenblick „der absoluten, verantwortungslosen, Gott und dem Nichts sich anheimgebenden Freiheit“ (S. 127) des Kirschenessens war, indem er ausführlich auf die Ereignisse des nächsten Tages vorgreift, da er als Kriegsgefangener von schwarzen US-Soldaten zusammen mit anderen Gefangenen zum Begraben der zahllosen Leichen auf das Schlachtfeld eskortiert wird.

## Rezeption
Der Rezensent des Magazins Der Spiegel geht davon aus, dass das Buch „Furore machen“ werde. Der Lektor, Zeitschriftenredakteur und Literaturförderer Hans Georg Brenner hält das Buch für „die wesentlichste menschliche Aussage, die Krieg und Vorkrieg in Deutschland gezeitigt haben: der souveräne Mensch im Kreuzfeuer gesellschaftlicher Zwänge, unter deren Kettenreaktion wir anscheinend fortgesetzt leiden sollen“. Und Heinrich Böll sieht in dem Buch „für jeden eine Wohltat, der nach 1933 das Denken nicht vergaß“.
Diese überaus positiven Äußerungen verstehen sich vor dem Hintergrund, dass Fahnenflucht oder Desertion ein lange umstrittenes Thema war und Deserteure lange als „Kameradenschweine“, Verräter und Feiglinge galten und sich nur ganz wenige Deserteure wie Anderschs Ich-Erzähler öffentlich zu bekennen wagten. Claus Leggewie berichtet in der Wochenzeitschrift Die Zeit vom 4. Dezember 1981 vom „Toben“ eines Denkmalstreits um das Anbringen einer zusätzlichen Tafel am Denkmal für die Opfer des Faschismus in Kassel mit dem Satz: „Wir schließen alle Soldaten unserer Heimat, die sich nicht mehr am Krieg beteiligen wollten und deshalb von den Nationalsozialisten zum Tode verurteilt wurden, in unsere Trauer mit ein. Auch sie sind es wert, nicht vergessen zu werden“. Am 1. Mai 1987 wird ebenfalls in der Zeit unter der Überschrift „Ehrlos –  immer noch“ über den Bremer Versuch geschrieben, „Dem unbekannten Deserteur“ ein Denkmal zu setzen. Erst in der als „postheroisches Zeitalter“ charakterisierten Gegenwart scheint eine gelassenere Diskussion möglich.  
Wolfram Wette folgert aus dem schwierigen Umgang mit Deserteuren und „Wehrkraftzersetzern“, dass ihre Anerkennung durch die Mehrheit der Gehorsamen bedeutet hätte, „dass sie ihr eigenes, ausschließlich am militärischen Gehorsam und Pflichtgefühl orientiertes Verhalten als problematisch hätten in Frage stellen müssen“.
Der Erzähler ist sich dieses Zusammenhangs bewusst, denn im „Kameraden“-Kapitel spricht er über General Hans Speidel im „neuesten historischen Augenblick“ und verwahrt sich gegen dessen Feststellung, als Speidel über Rommels Waffenstillstandsangebot an die Westmächte spricht, dass zu solchem Handeln – für Andersch Desertion – in „metaphysischer Verantwortung nur der oberste militärische Führer befähigt, berechtigt und verpflichtet sein konnte, nicht der einzelne Soldat und Offizier, der solch hohe Einsicht nicht besitzen konnte“. Des Erzählers kurzer, ironischer Kommentar zu seiner eigenen „hohen Einsicht als einzelner Soldat“ in seinem „Wildnis-Gefühl“: „Ich hatte beschlossen, davonzulaufen. Es war eine klare Sache.“ (S. 74)